# Airbus A340-300
De Airbus A340-300 is een viermotorig verkeersvliegtuig voor de lange afstanden en maakt deel uit van de Airbus A340-familie.
Het vliegtuig werd tegelijk met de Airbus A330 ontwikkeld en heeft ook duidelijke overeenkomsten. Het vliegtuig is geschikt om 375 tot 440 passagiers te vervoeren over een afstand van ongeveer 11.500 kilometer. De meeste maatschappijen die met dit type vliegen hebben echter een configuratie waarin plaats is voor 295 passagiers. Het vliegbereik betreft dan 13.500 kilometer.
De eerste A340-300, met het registratienummer F-WWJH, maakte haar eerste vlucht op 25 augustus 1995. Acht maanden later, op 17 april 1996, werd de eerste A340-300 aan "launch customer" Singapore Airlines geleverd. De A340-300 onderscheidt zich met haar voorganger (de A340-200) door een langere romp en een hoger start- en landingsgewicht. Een nadeel van de A340-300 is echter het kleinere vliegbereik, maar dit werd opgevangen door de productie van de A340-313X. Dit type heeft vrijwel exact dezelfde vliegeigenschappen maar heeft weer betere prestaties dan zowel de A340-200 en de A340-300. Het vermogen bij de eerste A340-300's werd geleverd door de CFM56-5C2, de nieuwere A340-313X al door de CFM56-5CM. Deze motor levert 34.000 lb vermogen waardoor het startgewicht op ruim 270.000 kg komt te liggen. De cockpit is vrijwel hetzelfde als die van de A330. Het enige verschil is het dashboard voor 4 motoren in plaats van 2.